# Hallstavik
Hallstavik est une localité de Suède dans la commune de Norrtälje située dans le comté de Stockholm.
Sa population était de 4 769 habitants en 2019.

## Le Hallstavik moderne
Une organisation de projet établie, Hallstaviks Network, coordonne tout ce qui se passe à Hallstavik et dans ses environs. La natation en plein air a été achevée et inaugurée en 2010. D'autres projets sont des lieux de rencontre pour les jeunes et Skebo Rivers, axé sur la pêche sportive à la truite.
Holmen Paper est un secteur d'activité du groupe Holmen qui possède des papeteries à Norrköping et Hallstavik. Le groupe possède également des actifs forestiers et énergétiques. Une étude de faisabilité a été réalisée pour étudier la possibilité d'exploiter la chaleur résiduelle de la papeterie de Hallstavik.
Minnah Karlsson, de Hallstavik, est arrivée deuxième au concours suédois Idol 2010. Elle est l'une des rares participantes à Idol dans le monde à avoir été éliminée, puis à être revenue et à avoir atteint la finale.